# كيباليون
كيباليون: فلسفة هرمزية هو كتاب نشر عام 1908 يزعم أنه يحتوي عصارة تعليم هرمس مثلث العظمة. كتبه أشخاص مجهولين أطلقوا على نفسهم مسمى «المبتدؤن الثلاثة». ويستعرض الكتاب سبعة مباديء التي تشرح حقيقة الوجود والحياة وكيفية القيام بالتحويل الذهني.

## وصف عام
تم نشر الكتاب عام 1908 من قبل جمعة ية غي للنشر وموضوع الآن
في نطاق الملكية العامة. يدعي الكتاب أنه مستقى من الفكر الهرمسية القديمة مع أن الكثير من أفكاره تعتمد على مبادئ من حركة الفكر الجديد الحديثة نسبيا. يحتوى على مواضيع تتعلق بالتحول الذهني، أو الخيمياء الذهنية، التي تتناول طرق وأساليب تحويل الفكر الخاص وأسليب تغيير ذهن الأخرين.

## المباديء السبعة
يقسم الكتاب إلى سبعة فصول يتحدث كل فصل عن واحد من المباديء السبعة التي يشرحها وهي:

### 1. مبدأ العقلانية
يشرح هذا الفصل أن كل ما هو موجود هو لا شيء إلا وهو عقلاني ذهني. وأن للحياة والخليقة ثلاث مستويات هي:
- مستوى المادي العظيم.
- مستوى العقلاني العظيم.
- مستوى الروحي العظيم.

### 2. مبدأ المطابقة
يجسد مبدأ المطابقة أن هناك مطابقة بين قوانين الظواهر على كل مستويات الخليقة والحياة فيما بينها. وهناك تناغم واتفاق ومطابقة بين المستويات الثلاثة. وهذا ما يفسر مبداْ «كما في الأعلى، كذلك في الأسفل».

### 3. مبدأ التذبذب
يقول هذا المبدأ أن كل شيء في الخليقة هو متحرك ومتذبذب ويدور باستمرار. ويشرح هذا المبدأ أن الاختلافات في تعابير أي مادة أو فكر أو طاقة وحتى الروح هي ببساطة بسبب اختلاف تذبذباتها. وكلما ارتفع مستوى شخص،~ ارتفعت درجة ذبذبته. فالكل وصل إلى درجة الذبذبة اللامتناهية وهي درجة تصل لحدود السكون. ويزعمون عن وجود ملايين المتملينة من الدرجات المتفاوتة بين ذبذبة «الكل» وذبذبة الأشياء في أدنى مستوى.
وتصف عملية التحويل الذهني كتطبيق لهذا المبداء. فإذا اراد شخص تغيير حالته الذهنية، عليه تغيير الذبذبة. ويمكن تحقيق ذلك عن طريق القدرة العقلية وبالتركيز على الحالة الجديدة المرجوبة.

### 4. مبدأ الإزدواجية
وهنا تأتي بمعن
يقول هذا المبدأ أن كل ما هو مخلوق هو ثنائي مزدوج، له قطبين ولكل شيء نقيضه. كل شيء موجود وغير موجود بنفس الوقت. وكل حقيقة هي نصف حقيقة ونصف باطل بنفس الوقت. هناك وجهان لكل شيء. المتناقضين متطابقين بطبيعتهما لكنهما مختلفين بدرجتهما. طرف النقيضين يتقابلان ويمكن توافق كل المفارقات.

### 5. مبدأ التناغم
يقول هذا المبدأ أن كل شيء يكون بسبب حركة موزونة: ذهاب وإياب، دفق ذاهب ودفق أتي، تأرجح أمامي وتأرجح خلفي، حركة مثل بندول الساعة. ويشرح هذا الفصل أنه هناك تناغم بين كل زوج متناقضين. وهناك علاقة جذرية بين هذا المبداء ومبداء القطبية. ويلاحظ امكانية الانتقال من قطب إلى أخر وليس بالضرورة إلى قطب مناقض.

### 6. مبدأ السبب والنتيجة
يقول هذا المبداء أنه هناك فعل لكل ردة فعل، وردة فعل لكل فعل. وبالتالي لاحدث أي شيء بالصدفة إنما الصدفة هي مصطلح يعبر عن حدوث شيء ما من دون أن نلاحظ أو ندرك السبب المسبب له.

### 7.مبدأ النوع الجنسي
يقول هذا المبداء أن النوع الجنسي يتمثل بكل شيء. تتعدى هذه الفكرة المجال الجنسي لتشمل الولادة، إنجاب النسل، الخلق والتوليد بشكل عام. يتمثل النوع الجنسي بالذكورة والإناث وموجود على كل المستويات.
النوع الجنسي العقلي: يقتنع الهرمسيون أن لعقل كل إنسان، ذكر وأنثى، نوعين من الجنس وعلى الشخص الموازنة بينهما. فالذكورة العقلانية تعطي ويرتاح للمقدرة بكل المستويات. تعمل العقلانية المذكرة على الخلق والإبداع وتوليد أفكار جديدة بما فيه الخيال. بينما العقلانية المؤنثة، فتأخذ ولها استخدامات في مجالات مختلفة أكثر من العقلانية المذكرة. ويجب الموازنة بين الإثنين. فا لاعتماد على العقلانية المؤنثة فقط تؤدي إلى الفوضى. بينما الاعتماد على العقلانية المذكرة فقط، تؤدي إلى الركود.

## التأليف
اختار مؤلفي الكتاب أن يبقوا مجهولين. وفضلو استخدام اسم «المبتدئين الثلاثة». لذلك، هناك الكثير من التخمين في تحديد هويتهم. الفكرو الشائعة أنه من تأليف وليم والكر أتكنسون بمفرده أو بالمشاركة مع أخرين مثل فوستر كايس وإلياس غويرز. فكان المعروف عن أتكنسون استعماله لأسماء مستعار ولنشره كتبه بنفسه. وبخاصة أن له كتاب باسم «تعاليم أركان» الذي يشابه أسلوب ومحتوى الكابليون. وهناك نظرية أخرى أن أتكنسون ألف الكتاب مع فوستر كايس ومايكل ويتي وهي الفكرة لشائعة بين أعضاء الجماعات السرية التي تعاملت مع كايس.
ومن المؤلفين المحتملين للعمل: هارييت كايس (زوجة بول كايس)، كلود براغدون (معماري ولاهوتي ومؤلف كتاب «هندسة غموضية»)، وكلو الكسندر (ساحر وقاريء أفكار ومنجم معروف) مايبل كولنز (كاتب لاهوتي شهير). في نسخة 2011، ذكر في المقدمة أن أتكنسون هو المؤلف الوحيد بدليل ما ذكر في كتاب «من هوالذي هو» عدد سنة 1912 بأنه هو المؤلف وبما ذكره طابع النسخة الفرنسية عام 1917 الذي قدم الكتاب غلى أتكنسون على أساس أنه مؤلف العمل.

## إقراء أيضا
- لوحة زمردية
- متون هرمسية
- غموضية
- سحر

## روابط خارجية
- نص الكاب بالإنكليزية
- تلخيص الكتاب بالعربية (غير رسمية)